# 鹿児島西インターチェンジ

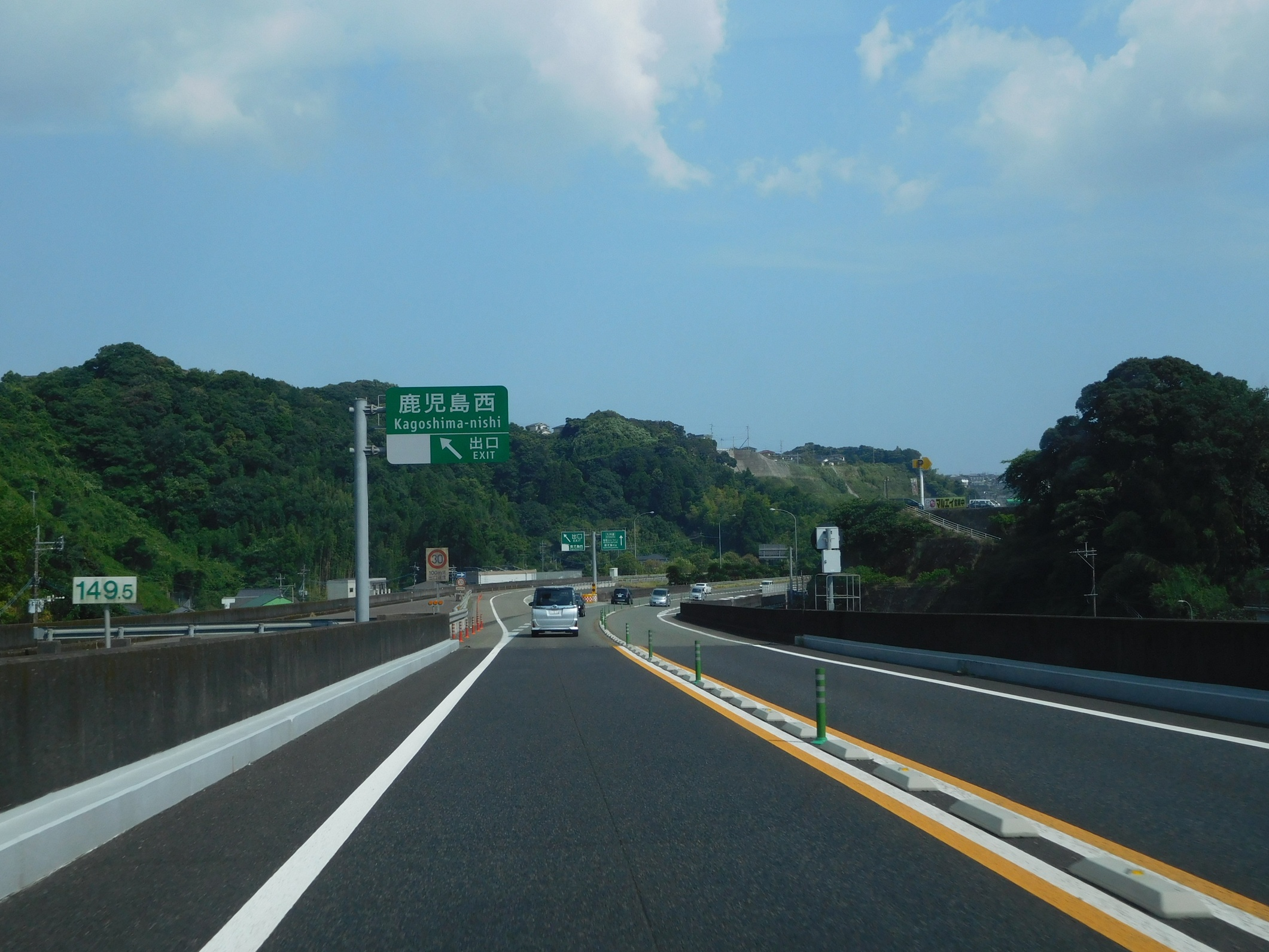
南九州道（下り）出口附近

鹿児島西インターチェンジ（かごしまにしインターチェンジ）は、鹿児島県鹿児島市田上八丁目にある南九州西回り自動車道（鹿児島道路）のインターチェンジである。
熊本・薩摩川内方面は鹿児島西インターチェンジから市来インターチェンジまでの区間が西日本高速道路管理の有料道路となっている。鹿児島市街・鹿児島IC方面は無料で通行することができる。

## 道路
- E3A 南九州西回り自動車道（鹿児島道路）

## 沿革
- 1988年（昭和63年）10月19日 : 鹿児島西IC - 鹿児島IC間開通に伴い供用開始。
- 1997年（平成9年）11月 : 鹿児島市街方面から流通業務団地に接続する「大峯ランプ」の供用が開始される[1]。
- 1998年（平成10年）3月26日 : 伊集院IC - 鹿児島西IC間開通。

## 接続する道路
- 鹿児島県道24号鹿児島東市来線

## 周辺
- 流通業務団地
  - ベスト電器配送センター
  - ヤマト運輸大峯営業所[2]
  - 福山通運鹿児島支店
  - 久留米運送鹿児島流通センター
  - 山形屋物通センター
- 武岡ハイランド

## 隣
E3A 南九州西回り自動車道（鹿児島道路）
（24）松元IC - （25）鹿児島西IC - （29）鹿児島IC